# Madman Entertainment
La Madman Entertainment Pty. Ltd. è una società indipendente australiana di distribuzione e gestione dei diritti, specializzata in lungometraggi, documentari, serie televisive e anime, che distribuisce in Australia e Nuova Zelanda. La sua sede si trova a East Melbourne, Victoria.

## Sponsor
Dal 2016 la Madman Entertainment è lo sponsor ufficiale di quasi tutti gli eventi manga/anime australiani e neozelandesi. Detiene anche un proprio Madman Anime Festival a Melbourne.